# American Le Mans Series 2006
Navigation
Édition précédente Édition suivante
L'American Le Mans Series 2006 a été la huitième saison de ce championnat.

## Calendrier
| Manche | Course                            | Circuit                        | Date         |
| ------ | --------------------------------- | ------------------------------ | ------------ |
| 1      | 12 Heures de Sebring              | Sebring                        | 18 mars      |
| 2      | Lone Star Grand Prix              | Reliant Park                   | 12 mai       |
| 3      | American Le Mans at Mid-Ohio      | Mid-Ohio                       | 21 mai       |
| 4      | New England Grand Prix            | Lime Rock Park                 | 1er juillet  |
| 5      | Utah Grand Prix                   | Miller Motorsports Park        | 15 juillet   |
| 6      | Portland Grand Prix               | Portland International Raceway | 22 juillet   |
| 7      | Road America 500                  | Road America                   | 20 août      |
| 8      | Grand Prix de Mosport             | Mosport                        | 3 septembre  |
| 9      | Petit Le Mans                     | Road Atlanta                   | 30 septembre |
| 10     | Monterey Sports Car Championships | Mazda Raceway Laguna Seca      | 21 octobre   |

## Résultats
Les vainqueurs du classement général de chaque manche sont inscrits en caractères gras.
| Manche | Circuit      | Équipe victorieuse LMP1                     | Équipe victorieuse LMP2                       | Équipe victorieuse GT1                     | Équipe victorieuse GT2                         | Résultats |
| Manche | Circuit      | Pilotes victorieux LMP1                     | Pilotes victorieux LMP2                       | Pilotes victorieux GT1                     | Pilotes victorieux GT2                         | Résultats |
| ------ | ------------ | ------------------------------------------- | --------------------------------------------- | ------------------------------------------ | ---------------------------------------------- | --------- |
| 1      | Sebring      | #2 Audi Sport North America                 | #37 Intersport Racing                         | #4 Corvette Racing                         | #50 Multimatic Motorsports                     | Résultats |
| 1      | Sebring      | Rinaldo Capello Tom Kristensen Allan McNish | Clint Field Liz Halliday John Field           | Oliver Gavin Olivier Beretta Jan Magnussen | Scott Maxwell David Brabham Sébastien Bourdais | Résultats |
| 2      | Reliant Park | #2 Audi Sport North America                 | #37 Intersport Racing                         | #4 Corvette Racing                         | #23 Alex Job Racing                            | Résultats |
| 2      | Reliant Park | Allan McNish Rinaldo Capello                | Clint Field Liz Halliday                      | Oliver Gavin Olivier Beretta               | Mike Rockenfeller Klaus Graf                   | Résultats |
| 3      | Mid-Ohio     | #2 Audi Sport North America                 | #7 Penske Racing                              | #4 Corvette Racing                         | #45 Flying Lizard Motorsports                  | Résultats |
| 3      | Mid-Ohio     | Allan McNish Rinaldo Capello                | Timo Bernhard Romain Dumas                    | Oliver Gavin Olivier Beretta               | Johannes van Overbeek Wolf Henzler             | Résultats |
| 4      | Lime Rock    | #2 Audi Sport North America                 | #7 Penske Racing                              | #009 Aston Martin Racing                   | #31 Petersen/White Lightning                   | Résultats |
| 4      | Lime Rock    | Allan McNish Rinaldo Capello                | Timo Bernhard Romain Dumas                    | Stéphane Sarrazin Pedro Lamy               | Jörg Bergmeister Patrick Long                  | Résultats |
| 5      | Miller       | #1 Audi Sport North America                 | #6 Penske Racing                              | #007 Aston Martin Racing                   | #62 Risi Competizione                          | Résultats |
| 5      | Miller       | Frank Biela Emanuele Pirro                  | Sascha Maassen Lucas Luhr                     | Darren Turner Tomáš Enge                   | Jaime Melo Mika Salo                           | Résultats |
| 6      | Portland     | #2 Audi Sport North America                 | #37 Intersport Racing                         | #4 Corvette Racing                         | #62 Risi Competizione                          | Résultats |
| 6      | Portland     | Allan McNish Rinaldo Capello                | Clint Field Liz Halliday                      | Oliver Gavin Olivier Beretta               | Jaime Melo Mika Salo                           | Résultats |
| 7      | Road America | #1 Audi Sport North America                 | #6 Penske Racing                              | #3 Corvette Racing                         | #31 Petersen/White Lightning                   | Résultats |
| 7      | Road America | Frank Biela Emanuele Pirro                  | Sascha Maassen Timo Bernhard                  | Ron Fellows Johnny O'Connell               | Jörg Bergmeister Patrick Long Michael Petersen | Résultats |
| 8      | Mosport      | #2 Audi Sport North America                 | #7 Penske Racing                              | #009 Aston Martin Racing                   | #62 Risi Competizione                          | Résultats |
| 8      | Mosport      | Allan McNish Rinaldo Capello                | Lucas Luhr Romain Dumas                       | Stéphane Sarrazin Pedro Lamy               | Stéphane Ortelli Johnny Mowlem                 | Résultats |
| 9      | Road Atlanta | #2 Audi Sport North America                 | #6 Penske Racing                              | #007 Aston Martin Racing                   | #31 Petersen/White Lightning                   | Résultats |
| 9      | Road Atlanta | Allan McNish Rinaldo Capello                | Sascha Maassen Timo Bernhard Emmanuel Collard | Tomáš Enge Darren Turner                   | Jörg Bergmeister Patrick Long Niclas Jönsson   | Résultats |
| 10     | Laguna Seca  | #2 Audi Sport North America                 | #7 Penske Racing                              | #009 Aston Martin Racing                   | #62 Risi Competizione                          | Résultats |
| 10     | Laguna Seca  | Allan McNish Rinaldo Capello                | Lucas Luhr Romain Dumas                       | Stéphane Sarrazin Pedro Lamy               | Mika Salo Stéphane Ortelli                     | Résultats |

## Classement écuries

### Classement LMP1
| Pos. | Écurie                   | Châssis              | Moteur                                              | 1  | 2  | 3  | 4  | 5  | 6  | 7  | 8  | 9  | 10 | Total |
| ---- | ------------------------ | -------------------- | --------------------------------------------------- | -- | -- | -- | -- | -- | -- | -- | -- | -- | -- | ----- |
| 1    | Audi Sport North America | Audi R8 Audi R10 TDI | Audi 3.6L Turbo V8 Audi TDI 5.5L Turbo V12 (Diesel) | 26 | 20 | 20 | 20 | 20 | 20 | 20 | 20 | 26 | 23 | 215   |
| 2    | Dyson Racing Team        | Lola B06/10          | AER P32T 3.6L Turbo V8                              | 22 | 16 | 16 |    | 16 | 13 | 13 | 16 |    | 13 | 125   |
| 3    | Autocon Motorsports      | MG-Lola EX257        | AER P07 2.0L Turbo I4                               |    |    | 13 | 16 | 6  | 6  | 6  |    |    | 9  | 56    |
| 4    | Highcroft Racing         | MG-Lola EX257        | AER P07 2.0L Turbo I4                               |    |    |    |    | 8  | 8  | 10 |    | 19 |    | 45    |
| 5    | Zytek Engineering        | Zytek 06S            | Zytek 2ZG408 4.0L V8                                |    |    |    |    |    |    |    |    | 22 | 11 | 33    |
| 6    | Creation Autosportif     | Creation CA06/H      | Judd GV5 5.0L V10                                   |    |    |    |    |    |    |    |    | 16 | 16 | 32    |

### Classement LMP2
| Pos. | Écurie                     | Châssis                 | Moteur                                | 1  | 2  | 3  | 4  | 5  | 6  | 7  | 8  | 9  | 10 | Total |
| ---- | -------------------------- | ----------------------- | ------------------------------------- | -- | -- | -- | -- | -- | -- | -- | -- | -- | -- | ----- |
| 1    | Penske Racing              | Porsche RS Spyder       | Porsche MR6 3.4L V8                   | 22 | 13 | 20 | 20 | 20 | 16 | 20 | 20 | 26 | 23 | 200   |
| 2    | Intersport Racing          | Lola B05/40             | AER P07 2.0L Turbo I4                 | 26 | 20 | 13 | 13 | 16 | 20 | 13 | 13 | 16 | 16 | 166   |
| 3    | B-K Motorsport             | Courage C65             | Mazda R20B 2.0L 3-Rotor               | 14 | 16 | 10 |    |    |    |    |    | 14 | 13 | 67    |
| 4    | Horag Lista Racing         | Lola B05/40             | Judd XV675 3.4L V8                    |    |    |    |    |    |    |    |    | 19 |    | 19    |
| 5=   | Binnie Motorsports         | Lola B05/42             | Zytek ZG348 3.4L V8                   | 18 |    |    |    |    |    |    |    |    |    | 18    |
| 5=   | Van der Steur Racing       | Lola B2K/40 Radical SR9 | AER P14 3.0L V6 AER P07 2.0L Turbo I4 |    | 10 | 8  |    |    |    |    |    |    |    | 18    |
| 7    | Barazi-Epsilon             | Courage C65             | AER P07 2.0L Turbo I4                 | 16 |    |    |    |    |    |    |    |    |    | 16    |
| 8    | Team Bruichladdich Radical | Radical SR9             | AER P07 2.0L Turbo I4                 |    |    |    |    |    |    |    |    |    | 11 | 11    |

### Classement GT1
| Pos. | Écurie              | Châssis                 | Moteur                | 1  | 2  | 3  | 4  | 5  | 6  | 7  | 8  | 9  | 10 | Total |
| ---- | ------------------- | ----------------------- | --------------------- | -- | -- | -- | -- | -- | -- | -- | -- | -- | -- | ----- |
| 1    | Corvette Racing     | Chevrolet Corvette C6.R | Chevrolet 7.0L V8     | 26 | 20 | 20 | 16 | 13 | 20 | 20 | 16 | 19 | 19 | 189   |
| 2    | Aston Martin Racing | Aston Martin DBR9       | Aston Martin 6.0L V12 | 22 | 13 | 13 | 20 | 20 | 16 | 13 | 20 | 26 | 23 | 186   |
| 3    | Konrad Motorsport   | Saleen S7-R             | Ford 7.0L V8          | 14 |    |    |    |    |    |    |    |    |    | 14    |

### Classement GT2
| Pos. | Écurie                    | Châssis                | Moteur              | 1  | 2  | 3  | 4  | 5  | 6  | 7  | 8  | 9  | 10 | Total |
| ---- | ------------------------- | ---------------------- | ------------------- | -- | -- | -- | -- | -- | -- | -- | -- | -- | -- | ----- |
| 1    | Risi Competizione         | Ferrari F430 GTC       | Ferrari 4.0L V8     | 19 | 13 | 6  | 8  | 20 | 20 | 10 | 20 | 22 | 23 | 161   |
| 2    | Petersen/White Lightning  | Porsche 911 GT3-RSR    | Porsche 3.8L Flat-6 | 10 | 10 | 4  | 20 | 16 | 16 | 20 | 6  | 26 | 19 | 147   |
| 3    | Flying Lizard Motorsports | Porsche 911 GT3-RSR    | Porsche 3.8L Flat-6 | 22 | 16 | 20 | 16 | 13 | 10 | 8  | 13 | 14 | 13 | 145   |
| 4    | Multimatic Motorsports    | Panoz Esperante GT-LM  | Ford (Élan) 5.0L V8 | 26 | 6  | 16 | 6  | 8  | 6  | 3  | 10 | 19 | 11 | 111   |
| 5    | Alex Job Racing           | Porsche 911 GT3-RSR    | Porsche 3.6L Flat-6 | 12 | 20 |    | 2  | 10 | 4  | 13 | 3  | 9  | 16 | 89    |
| 4    | BMW Team PTG              | BMW M3                 | BMW 3.4L I6         |    |    | 10 | 13 | 6  | 13 | 16 | 8  | 12 | 6  | 84    |
| 7    | Team LNT                  | Panoz Esperante GT-LM  | Ford (Élan) 5.0L V8 | 14 |    |    |    |    |    |    |    |    |    | 14    |
| 8    | Spyker Squadron           | Spyker C8 Spyder GT2-R | Audi 3.8L V8        | 9  |    |    |    |    |    |    |    |    |    | 9     |
| 9    | J-3 Racing                | Porsche 911 GT3-RSR    | Porsche 3.6L Flat-6 | 8  |    |    |    |    |    |    |    |    |    | 8     |

## Classement pilotes

### Classement LMP1
| Pos. | Pilote                | Écurie                        | 1  | 2  | 3  | 4  | 5  | 6  | 7  | 8  | 9  | 10 | Total |
| ---- | --------------------- | ----------------------------- | -- | -- | -- | -- | -- | -- | -- | -- | -- | -- | ----- |
| 1=   | Rinaldo Capello       | Audi Sport North America      | 26 | 20 | 20 | 20 | 13 | 20 | 16 | 20 | 26 | 23 | 204   |
| 1=   | Allan McNish          | Audi Sport North America      | 26 | 20 | 20 | 20 | 13 | 20 | 16 | 20 | 26 | 23 | 204   |
| 3=   | James Weaver          | Dyson Racing                  | 22 | 16 | 16 |    | 16 | 10 | 13 | 13 |    | 13 | 119   |
| 3=   | Butch Leitzinger      | Dyson Racing                  | 22 | 16 | 16 |    | 16 | 10 | 13 | 13 |    |    | 106   |
| 5=   | Frank Biela           | Audi Sport North America      |    |    |    |    | 20 | 16 | 20 | 10 | 14 | 19 | 99    |
| 5=   | Emanuele Pirro        | Audi Sport North America      |    |    |    |    | 20 | 16 | 20 | 10 | 14 | 19 | 99    |
| 7=   | Chris Dyson           | Dyson Racing                  |    | 13 |    |    | 10 | 13 | 8  | 16 |    | 13 | 73    |
| 7=   | Guy Smith             | Dyson Racing                  |    | 13 |    |    | 10 | 13 | 8  | 16 |    |    | 60    |
| 9    | Mike Lewis            | Autocon Motorsports           |    |    | 13 | 16 | 6  |    | 6  |    |    | 9  | 50    |
| 10   | Andy Wallace          | Dyson Racing Highcroft Racing | 22 |    |    |    | 8  | 8  | 10 |    |    |    | 48    |
| 11   | Duncan Dayton         | Highcroft Racing              |    |    |    |    | 8  | 8  | 10 |    | 19 |    | 45    |
| 12   | Chris McMurry         | Autocon Motorsports           |    |    | 13 | 16 |    | 6  | 6  |    |    |    | 41    |
| 13=  | Stefan Johansson      | Zytek Engineering             |    |    |    |    |    |    |    |    | 22 | 11 | 33    |
| 13=  | Johnny Mowlem         | Zytek Engineering             |    |    |    |    |    |    |    |    | 22 | 11 | 33    |
| 15=  | Nicolas Minassian     | Creation Autosportif          |    |    |    |    |    |    |    |    | 16 | 16 | 32    |
| 15=  | Harold Primat         | Creation Autosportif          |    |    |    |    |    |    |    |    | 16 | 16 | 32    |
| 17   | Tom Kristensen        | Audi Sport North America      | 26 |    |    |    |    |    |    |    |    |    | 26    |
| 18   | Haruki Kurosawa       | Zytek Engineering             |    |    |    |    |    |    |    |    | 22 |    | 22    |
| 19   | Bryan Willman         | Autocon Motorsports           |    |    |    |    | 6  | 6  |    |    |    | 9  | 21    |
| 20=  | Vitor Meira           | Highcroft Racing              |    |    |    |    |    |    |    |    | 19 |    | 19    |
| 20=  | Memo Gidley           | Highcroft Racing              |    |    |    |    |    |    |    |    | 19 |    | 19    |
| 22   | Jamie Campbell-Walter | Creation Autosportif          |    |    |    |    |    |    |    |    | 16 |    | 16    |
| 23   | Marco Werner          | Audi Sport North America      |    |    |    |    |    |    |    |    | 14 |    | 14    |
| 24   | Rob Dyson             | Dyson Racing                  |    |    |    |    |    |    |    | 13 |    |    | 13    |
| 25   | John Graham           | Autocon Motorsports           |    |    |    |    |    |    |    |    |    | 9  | 9     |

### Classement LMP2
| Pos. | Pilote                  | Écurie                                    | 1  | 2  | 3  | 4  | 5  | 6  | 7  | 8  | 9  | 10 | Total |
| ---- | ----------------------- | ----------------------------------------- | -- | -- | -- | -- | -- | -- | -- | -- | -- | -- | ----- |
| 1=   | Sascha Maassen          | Penske Racing                             | 22 | 13 | 16 | 16 | 20 | 16 | 20 | 16 | 26 | 19 | 184   |
| 1=   | Lucas Luhr              | Penske Racing                             | 22 | 13 | 16 | 16 | 20 | 16 | 16 | 20 | 22 | 23 | 184   |
| 3=   | Clint Field             | Intersport Racing                         | 26 | 20 | 13 | 13 | 16 | 20 | 13 | 13 | 16 | 16 | 166   |
| 3=   | Liz Halliday            | Intersport Racing                         | 26 | 20 | 13 | 13 | 16 | 20 | 13 | 13 | 16 | 16 | 166   |
| 5    | Timo Bernhard           | Penske Racing                             |    | 8  | 20 | 20 | 13 | 13 | 20 | 16 | 26 | 19 | 155   |
| 6    | Romain Dumas            | Penske Racing                             |    | 8  | 20 | 20 | 13 | 13 | 16 | 20 | 22 | 23 | 155   |
| 7    | Jon Field               | Intersport Racing                         | 26 |    |    |    |    |    | 13 | 13 | 16 | 16 | 84    |
| 8=   | Guy Cosmo               | B-K Motorsport                            | 14 | 16 | 10 |    |    |    |    |    | 14 | 13 | 67    |
| 8=   | James Bach              | B-K Motorsports                           | 14 | 16 | 10 |    |    |    |    |    | 14 | 13 | 67    |
| 10   | Emmanuel Collard        | Penske Racing                             | 22 |    |    |    |    |    |    |    | 26 |    | 48    |
| 11   | Michael Vergers         | Barazi-Epsilon Team Bruichladdich Radical | 16 |    |    |    |    |    |    |    |    | 11 | 27    |
| 12   | Mike Rockenfeller       | Penske Racing                             |    |    |    |    |    |    |    |    | 22 |    | 22    |
| 13=  | William Binnie          | Binnie Motorsports                        | 19 |    |    |    |    |    |    |    |    |    | 19    |
| 13=  | Allen Timpany           | Binnie Motorsports                        | 19 |    |    |    |    |    |    |    |    |    | 19    |
| 13=  | Rick Sutherland         | Binnie Motorsports                        | 19 |    |    |    |    |    |    |    |    |    | 19    |
| 13=  | Fredy Lienhard          | Horag-Lista Racing                        |    |    |    |    |    |    |    |    | 19 |    | 19    |
| 13=  | Didier Theys            | Horag-Lista Racing                        |    |    |    |    |    |    |    |    | 19 |    | 19    |
| 13=  | Eric van de Poele       | Horag-Lista Racing                        |    |    |    |    |    |    |    |    | 19 |    | 19    |
| 19=  | Gunnar van der Steur    | Van der Steur Racing                      |    | 10 | 8  |    |    |    |    |    |    |    | 18    |
| 19=  | Ben Devlin              | Van der Steur Racing                      |    | 10 | 8  |    |    |    |    |    |    |    | 18    |
| 21=  | Juan Barazi             | Barazi-Epsilon                            | 16 |    |    |    |    |    |    |    |    |    | 16    |
| 21=  | Elton Julian            | Barazi-Epsilon                            | 16 |    |    |    |    |    |    |    |    |    | 16    |
| 23=  | Elliott Forbes-Robinson | B-K Motorsport                            |    |    |    |    |    |    |    |    | 14 |    | 14    |
| 23=  | Raphael Matos           | B-K Motorsport                            | 14 |    |    |    |    |    |    |    |    |    | 14    |
| 25=  | Stuart Moseley          | Team Bruichladdich Radical                |    |    |    |    |    |    |    |    |    | 11 | 11    |

### Classement GT1
| Pos. | Pilote               | Écurie              | 1  | 2  | 3  | 4  | 5  | 6  | 7  | 8  | 9  | 10 | Total |
| ---- | -------------------- | ------------------- | -- | -- | -- | -- | -- | -- | -- | -- | -- | -- | ----- |
| 1=   | Oliver Gavin         | Corvette Racing     | 26 | 20 | 20 | 10 | 10 | 20 | 16 | 16 | 19 | 19 | 176   |
| 1=   | Olivier Beretta      | Corvette Racing     | 26 | 20 | 20 | 10 | 10 | 20 | 16 | 16 | 19 | 19 | 176   |
| 3    | Stéphane Sarrazin    | Aston Martin Racing | 22 | 10 | 10 | 20 | 16 | 10 | 10 | 20 | 22 | 23 | 163   |
| 4    | Tomáš Enge           | Aston Martin Racing | 19 | 13 | 13 | 13 | 20 | 16 | 13 | 13 | 26 | 13 | 159   |
| 5=   | Ron Fellows          | Corvette Racing     | 16 | 16 | 16 | 16 | 13 | 13 | 20 | 10 | 16 | 16 | 152   |
| 5=   | Johnny O'Connell     | Corvette Racing     | 16 | 16 | 16 | 16 | 13 | 13 | 20 | 10 | 16 | 16 | 152   |
| 7    | Pedro Lamy           | Aston Martin Racing | 22 | 10 | 10 | 20 |    | 10 | 10 | 20 | 22 | 23 | 147   |
| 8    | Darren Turner        | Aston Martin Racing | 19 | 13 | 13 | 13 | 20 | 16 | 13 |    | 26 | 13 | 146   |
| 9    | Jan Magnussen        | Corvette Racing     | 26 |    |    |    |    |    |    |    | 16 |    | 42    |
| 10   | Max Papis            | Corvette Racing     | 16 |    |    |    |    |    |    |    | 19 |    | 35    |
| 11   | Jason Bright (en)    | Aston Martin Racing | 22 |    |    |    |    |    |    |    |    |    | 22    |
| 12   | Nicolas Kiesa        | Aston Martin Racing | 19 |    |    |    |    |    |    |    |    |    | 19    |
| 13   | Andrea Piccini       | Aston Martin Racing |    |    |    |    | 16 |    |    |    |    |    | 16    |
| 14=  | Terry Borcheller     | Konrad Motorsport   | 14 |    |    |    |    |    |    |    |    |    | 14    |
| 14=  | Tom Weickardt        | Konrad Motorsport   | 14 |    |    |    |    |    |    |    |    |    | 14    |
| 14=  | Jean-Philippe Belloc | Konrad Motorsport   | 14 |    |    |    |    |    |    |    |    |    | 14    |
| 17   | Peter Kox            | Aston Martin Racing |    |    |    |    |    |    |    | 13 |    |    | 13    |

### Classement GT2
| Pos. | Pilote                | Écurie                                  | 1  | 2  | 3  | 4  | 5  | 6  | 7  | 8  | 9  | 10 | Total |
| ---- | --------------------- | --------------------------------------- | -- | -- | -- | -- | -- | -- | -- | -- | -- | -- | ----- |
| 1    | Jörg Bergmeister      | Petersen/White Lightning                | 10 | 10 | 4  | 20 | 16 | 16 | 20 | 6  | 26 | 19 | 147   |
| 2    | Johannes van Overbeek | Flying Lizard Motorsports               | 22 | 16 | 20 | 16 | 13 | 10 | 8  | 13 | 14 | 9  | 141   |
| 3    | Patrick Long          | Petersen/White Lightning                |    | 10 | 4  | 20 | 16 | 16 | 20 | 6  | 26 | 19 | 137   |
| 4    | Wolf Henzler          | J-3 Racing Flying Lizard Motorsports    | 8  | 16 | 20 | 16 | 13 | 10 | 8  |    | 14 | 9  | 114   |
| 5=   | Scott Maxwell         | Multimatic Motorsports                  | 26 | 6  | 16 | 6  | 8  | 2  | 3  |    | 19 |    | 86    |
| 5=   | David Brabham         | Multimatic Motorsports                  | 26 | 6  | 16 | 6  | 8  | 2  | 3  |    | 19 |    | 86    |
| 7=   | Bill Auberlen         | BMW Team PTG                            |    |    | 10 | 13 | 6  | 13 | 6  | 8  | 12 | 6  | 84    |
| 7=   | Joey Hand             | BMW Team PTG                            |    |    | 10 | 13 | 6  | 13 | 6  | 8  | 12 | 6  | 84    |
| 9    | Mika Salo             | Risi Competizione                       |    | 13 | 6  |    | 20 | 20 |    |    |    | 23 | 82    |
| 10   | Mike Rockenfeller     | Alex Job Racing                         | 12 | 20 |    | 2  | 10 | 4  | 3  | 3  |    | 16 | 80    |
| 11=  | Jaime Melo            | Risi Competizione                       | 19 | 13 | 6  |    | 20 | 20 |    |    |    |    | 78    |
| 11=  | Seth Neiman           | Flying Lizard Motorsports               | 16 | 8  | 13 | 3  | 3  | 8  |    | 4  | 10 | 13 | 78    |
| 13   | Darren Law            | Flying Lizard Motorsports               | 16 |    | 13 |    | 3  | 8  |    |    | 10 | 13 | 63    |
| 14=  | Gunnar Jeannette      | Multimatic Motorsports                  |    |    |    | 4  | 4  | 6  | 2  | 10 | 16 | 11 | 53    |
| 14=  | Tom Milner Jr.        | Multimatic Motorsports                  |    |    |    | 4  | 4  | 6  | 2  | 10 | 16 | 11 | 53    |
| 16   | Marc Lieb             | Flying Lizard Motorsports               | 22 |    |    |    |    |    |    | 13 | 14 |    | 49    |
| 17   | Stéphane Ortelli      | Risi Competizione                       |    |    |    |    |    |    | 4  | 20 |    | 23 | 47    |
| 18=  | Sébastien Bourdais    | Multimatic Motorsports                  | 26 |    |    |    |    |    |    |    | 19 |    | 45    |
| 18=  | Maurizio Mediani      | Risi Competizione                       |    |    |    |    |    |    |    | 16 | 22 | 7  | 45    |
| 20   | Klaus Graf            | Alex Job Racing                         | 12 | 20 |    | 2  | 10 |    |    |    |    |    | 44    |
| 21=  | Lonnie Pechnik        | Flying Lizard Motorsports               | 16 | 8  |    | 3  |    |    |    | 4  | 10 |    | 41    |
| 21=  | Anthony Lazzaro       | Risi Competizione                       | 19 |    |    |    |    |    |    |    | 22 |    | 41    |
| 21=  | Marcel Tiemann        | Alex Job Racing                         |    |    |    |    |    |    | 13 | 3  | 9  | 16 | 41    |
| 24=  | Justin Marks          | BMW Team PTG                            |    |    | 8  | 10 | 2  | 3  | 6  |    | 8  |    | 37    |
| 24=  | Bryan Sellers         | BMW Team PTG                            |    |    | 8  | 10 | 2  | 3  | 6  |    | 8  |    | 37    |
| 26   | Niclas Jönsson        | Petersen/White Lightning                | 10 |    |    |    |    |    |    |    | 26 |    | 36    |
| 27   | Toni Vilander         | Risi Competizione                       |    |    |    |    |    |    | 10 | 16 |    |    | 26    |
| 28=  | Marino Franchitti     | Risi Competizione                       |    |    |    |    |    |    |    |    | 22 |    | 22    |
| 28=  | Jon Fogarty           | Flying Lizard Motorsports               | 22 |    |    |    |    |    |    |    |    |    | 22    |
| 30   | Johnny Mowlem         | Risi Competizione                       |    |    |    |    |    |    |    | 20 |    |    | 20    |
| 31   | Ralf Kelleners        | Risi Competizione                       | 19 |    |    |    |    |    |    |    |    |    | 19    |
| 32   | Marc Gené             | Risi Competizione                       |    |    |    | 8  |    |    | 10 |    |    |    | 18    |
| 33=  | Tim Bergmeister       | Petersen/White Lightning                | 10 |    |    |    |    |    |    | 6  |    |    | 16    |
| 33=  | Andy Lally            | Maxwell Motorsports                     |    |    |    |    |    |    |    |    | 16 |    | 16    |
| 35=  | Lawrence Tomlinson    | Team LNT                                | 14 |    |    |    |    |    |    |    |    |    | 14    |
| 35=  | Richard Dean          | Team LNT                                | 14 |    |    |    |    |    |    |    |    |    | 14    |
| 35=  | Tom Kimber-Smith      | Team LNT                                | 14 |    |    |    |    |    |    |    |    |    | 14    |
| 38   | Robin Liddell         | Alex Job Racing                         |    |    |    |    |    | 4  |    |    | 9  |    | 13    |
| 39=  | Graham Rahal          | Alex Job Racing                         | 12 |    |    |    |    |    |    |    |    |    | 12    |
| 39=  | Mario Dominguez       | Risi Competizione                       |    |    |    | 8  |    |    | 4  |    |    |    | 12    |
| 39=  | Boris Said            | BMW Team PTG                            |    |    |    |    |    |    |    |    | 12 |    | 12    |
| 42=  | Jeroen Bleekemolen    | Spyker Squadron                         | 9  |    |    |    |    |    |    |    |    |    | 9     |
| 42=  | Mike Hezemans         | Spyker Squadron                         | 9  |    |    |    |    |    |    |    |    |    | 9     |
| 42=  | Dominik Farnbacher    | Farnbacher Loles Racing Alex Job Racing |    |    |    |    |    |    |    |    | 9  |    | 9     |
| 45=  | Tim Sugden            | J-3 Racing                              | 8  |    |    |    |    |    |    |    |    |    | 8     |
| 45=  | Jim Matthews          | J-3 Racing                              | 8  |    |    |    |    |    |    |    |    |    | 8     |
| 45=  | Ian James             | BMW Team PTG                            |    |    |    |    |    |    |    |    | 8  |    | 8     |
| 48=  | Spencer Pumpelly      | J-3 Racing                              | 7  |    |    |    |    |    |    |    |    |    | 7     |
| 48=  | Jep Thorton           | J-3 Racing                              | 7  |    |    |    |    |    |    |    |    |    | 7     |
| 48=  | Mark Patterson        | J-3 Racing                              | 7  |    |    |    |    |    |    |    |    |    | 7     |
| 48=  | Andrea Bertolini      | Risi Competizione                       |    |    |    |    |    |    |    |    |    | 7  | 7     |